# Белый американский лаврак
Не следует путать с обыкновенным лавраком.
Белый американский лавра́к (лат. Morone americana) — вид лучепёрых рыб из семейства мороновых. Распространён у восточного побережья Северной Америки от озера Онтарио и реки Святого Лаврентия до Южной Каролины. Достигает 49,5 см в длину, обитает вдоль скалистых побережий, на окраинах посейдоновых лугов, но может заходить на глубину в несколько сотен метров. Белый американский лаврак — популярный объект спортивной рыбалки, но имеет и промысловое значение.